# Luna Lovegood

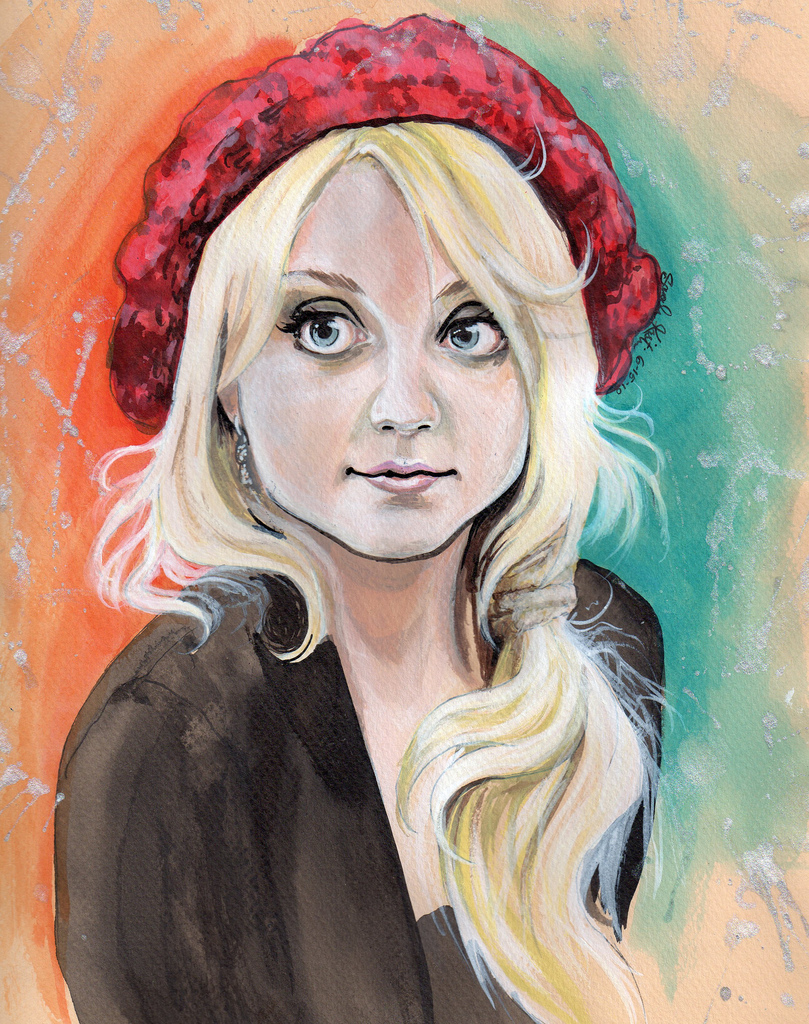

Luna Lovegood este un personaj fictiv din seria Harry Potter de J.K. Rowling și este interpretată de actrița Evanna Lynch. 

## Descriere
Luna Lovegood (născută în jurul anului 1981) este un personaj din faimoasa serie "Harry Potter". A fost o vrăjitoare, fiica lui Xenophilius Lovegood și a soției sale. Mama ei a murit accidental când Luna avea 9 ani. Ea a crescut cu tatăl ei, editorul revistei "Zeflemistul", într-o casă ciudată în apropiere de localitatea Ottery St. Catchpole. A învățat la Școala Hogwarts de Magie, Farmece și Vrăjitorii între anii 1992-1999, unde a făcut parte din casa Ochi-de-Șoim. În al cincilea an, Luna s-a alăturat Armatei lui Dumbledore, devenind un membru important al acestei organizații. A participat la Bătalia din Departamentul Misterelor în 1996, la Bătălia din Turnul de Astronomie în 1997 și a condus Armata lui Dumbledore, împreună cu Neville Poponeata si Ginny Weasley, când Hogwarts a căzut sub controlul Lordului Cap-de-Mort. A participat la Bătalia de la Hogwarts în 1998. Mai târziu, ea s-a căsătorit cu Rolf Scamander, cu care a avut doi copii, Lorcan si Lysander.
Harry si Ginny Potter și-au numit fiica Lily Luna Potter, considerând-o pe Luna Lovegood o foarte bună prietenă.

## Descriere Fizic
Luna Lovegood are părul de culoare blond și are ochii albastri. Este o fire calmă si are multă energie pozitivă.

## Personalitate
Luna Lovegood era foarte isteată și nu-i era frică să spună ce gândește. Deși mulți o considerau nebună, Harry, Ron, Hermione, Ginny, Neville, Dean Thomas si Ollivander o plăceau așa cum era. Avea o voce visătoare care-i liniștea pe oamenii din preajma ei și mereu rămânea calmă în situatii de urgență. Luna era foarte loială prietenilor ei și foarte curajoasă. Luna credea în multe lucruri în care foarte putini credeau:
```
    • Credea in tot ce citea din "Zeflemistul"
    • Ca 
Sirius Black
 este Stubby Boardman
    • Ca Rufus Scrimgeour este vampir
    • Ca Tornadele (o echipa cunoscuta de Vajhat) erau primii in liga din cauza unei combinatii de maturi vrajite si tortura
    • Ca Cornelius Fudge ordonase ca goblinii sa fie facuti placinte
    • Povestea lui Harry despre intoarcerea Lordului Cap-de-Mort
```

Ea credea si in alte creaturi în care foarte putini credeau:
```
    • Snorkack Corn-Sifonat
    • Narglii
    • Stelute Verzi
```

## Abilitati Magice si Talente
Chiar dacă era foarte tânără, Luna era foarte talentată.
```
    • Duelat: A supravietuit Bataliei din Departamentul Misterelor cu foarte putine rani nu foarte grave. A supravietuit si Bataliei de la Hogwarts si a reusit sa se dueleze cu cel mai puternic servitor al lui Cap-de-Mort, Bellatrix Lestrange, cu care s-a luptat impreuna cu 
Hermione Granger
 si Ginny Weasley.
   • Creativitate: A inventat palaria in forma de leu pe care, atunci cand o atingea cu bagheta, scotea un raget realistic de leu. A inventat si palaria in forma de vultur.
   • Vraja Patronus: In al patrulea ei an la Hogwarts, Luna era capabila sa creeze o Vraja Patronus, care lua forma unui iepure.
   • Vraji Non-verbale: Putin inainte de Batalia de la Hogwarts in 1998, Luna a pietrificat un Devorator al Mortii, Alecto Carrow in Turnul Ochilor-de-Soim, fara sa rosteasca vreo vraja
```

## Semnificatia Numelui
"Luna" înseamnă lună în latină, ca și în rusă, spaniolă și română. Oamenii credeau că luna provoacă nebunie.